# Traize
Traize és un municipi francès al departament de Savoia (regió d'Alvèrnia-Roine-Alps). L'any 2007 tenia 280 habitants.

## Demografia

### Població
El 2007 la població de fet de Traize era de 280 persones. Hi havia 110 famílies de les quals 28 eren unipersonals (20 homes vivint sols i 8 dones vivint soles), 31 parelles sense fills, 39 parelles amb fills i 12 famílies monoparentals amb fills.
La població ha evolucionat segons el següent gràfic:
Habitants censats

### Habitatges
El 2007 hi havia 149 habitatges, 113 eren l'habitatge principal de la família, 17 eren segones residències i 19 estaven desocupats. 145 eren cases i 3 eren apartaments. Dels 113 habitatges principals, 106 estaven ocupats pels seus propietaris, 6 estaven llogats i ocupats pels llogaters i 1 estava cedit a títol gratuït; 6 tenien tres cambres, 37 en tenien quatre i 70 en tenien cinc o més. 98 habitatges disposaven pel capbaix d'una plaça de pàrquing. A 34 habitatges hi havia un automòbil i a 67 n'hi havia dos o més.

### Piràmide de població
La piràmide de població per edats i sexe el 2009 era:
| Homes | Edats   | Dones |
| ----- | ------- | ----- |
| 0     | 95 o +  | 0     |
| 0     | 90 a 94 | 0     |
| 8     | 85 a 89 | 4     |
| 0     | 80 a 84 | 0     |
| 8     | 75 a 79 | 0     |
| 8     | 70 a 74 | 16    |
| 0     | 65 a 69 | 0     |
| 4     | 60 a 64 | 4     |
| 4     | 55 a 59 | 0     |
| 20    | 50 a 54 | 4     |
| 4     | 45 a 49 | 16    |
| 4     | 40 a 44 | 4     |
| 8     | 35 a 39 | 12    |
| 12    | 30 a 34 | 4     |
| 8     | 25 a 29 | 8     |
| 8     | 20 a 24 | 4     |
| 12    | 15 a 19 | 8     |
| 8     | 10 a 14 | 12    |
| 0     | 5 a 9   | 4     |
| 4     | 0 a 4   | 4     |

## Economia
El 2007 la població en edat de treballar era de 178 persones, 137 eren actives i 41 eren inactives. De les 137 persones actives 130 estaven ocupades (70 homes i 60 dones) i 7 estaven aturades (4 homes i 3 dones). De les 41 persones inactives 20 estaven jubilades, 9 estaven estudiant i 12 estaven classificades com a «altres inactius».

### Ingressos
El 2009 a Traize hi havia 113 unitats fiscals que integraven 300 persones, la mediana anual d'ingressos fiscals per persona era de 17.640,5 €.

### Activitats econòmiques
Dels 6 establiments que hi havia el 2007, 1 era d'una empresa de construcció, 1 d'una empresa de comerç i reparació d'automòbils, 2 d'empreses d'hostatgeria i restauració, 1 d'una empresa immobiliària i 1 d'una empresa classificada com a «altres activitats de serveis».
L'únic servei als particulars que hi havia el 2009 era un paleta.
L'únic establiment comercial que hi havia el 2009 era una botiga d'electrodomèstics.
L'any 2000 a Traize hi havia 17 explotacions agrícoles que ocupaven un total de 600 hectàrees.

## Equipaments sanitaris i escolars
El 2009 hi havia una escola elemental.

## Poblacions més properes
El següent diagrama mostra les poblacions més properes.